# Sornram Teppitak
Sornram Teppitak (tiếng Thái: ศรราม เทพพิทักษ์, phiên âm: Xon-ram Thép-bi-thắc, sinh ngày 22 tháng 8 năm 1973 còn có nghệ danh là Num hoặc Noom (tiếng Thái: หนุ่ม), là một diễn viên và ca sĩ người Thái Lan. Anh bắt đầu đóng phim vào những năm 90 của Thái Lan - từng là ông hoàng rating phim Channel 7 lúc bấy giờ.

## Tiểu sử
Sinh ngày 22/8/1973, Sornram Tappituk được giới trẻ Thái Lan yêu thích trong vai trò là một ca sĩ kiêm diễn viên với nickname Num. Vào nghề từ năm 21 tuổi, anh nổi bật ở gương mặt hoang dại nhưng lại có nụ cười rất thân thiện. Trên màn ảnh nhỏ xứ chùa vàng, Num và nữ diễn viên Kob Suvanant Kongying được xem là một cặp hoàn hảo khi đóng chung với nhau 7 phim.
Không chỉ là một nghệ sĩ nổi tiếng, Num còn là tín đồ trung thành của môn bóng đá. Trên các trang mạng xã hội cá nhân, anh thường xuyên đăng tải hình ảnh đang tung hoành trên sân bóng.

## Đời tư
Năm 2018, Num kết hôn với Kanitrin Patcharaphakdichoti  Ngày 8 tháng 4 năm 2019, cả hai có con chung là con gái tên Veeji.
Tháng 09 năm 2020, Num vừa thông báo ly hôn. Lý do dẫn đến đổ vỡ hôn nhân là do mâu thuẫn trong việc quản lý tài chính.

## Sự nghiệp đóng phim

### Phim điện ảnh
- Daderon Lomrang Kwarm Rukgum Lung Ja Ma (1993) (đóng với Ann Thongprasom)
- Chan Rue Tur Tee Pluer Jai (1993) (đóng với Myria Benedetti)
- Hello Kor Rob Kuan Noi Na (1993)
- Huajai Krai Roo (1994)
- Numtaohoo & Kru rabearb (1994) - vai Gun (đóng với Suvanant Kongying)
- Dreamers (1997) - vai Nai (đóng với Kullasatree Siripongpreeda)
- Friendship Breakdown (1999) - vai Diew (đóng với Somchai Kemglad, Suttida Kasemsan Na Ayutthaya)
- Rak Mai Tung Roy (2000)
- Garuda (2004) - vai Tan (đóng với Sara Legge)
- Dumber Heroes (2005)
- First Flight (2008) - vai Duang
- The White Monkey Warrior (2008) - vai Yod (đóng với Yardthip Rachapal)
- Loranthaceae (2012)

### Phim truyền hình
| Năm   | Phim                                                 | Đài         | Vai                                         | Đóng với                                  |
| ----- | ---------------------------------------------------- | ----------- | ------------------------------------------- | ----------------------------------------- |
| 1992  | See Yaak Nee Ayu Noy                                 | CH3         | Anok / "Nat"                                | Boonpituk Jitkrajarng                     |
| 1992  | Aroon Sawad                                          | CH7         | Pasu                                        | Wichuda Suansuwun                         |
| 1993  | Payong                                               | CH7         | Hern Fa                                     | Suvanant Kongying                         |
| 1993  | Nahng Taht                                           | CH7         | Poram                                       |                                           |
| 1994  | Narm Sai Jai Jing                                    | CH7         | Jumpon / "Jom"                              | Katreeya English                          |
| 1994  | Mamia                                                | CH7         | Jao Noi Sukkasem                            | Suvanant Kongying                         |
| 1994  | Dao Pra Sook                                         | CH7         | Pak                                         | Suvanant Kongying                         |
| 1995  | Kaw Morn Bai Nun Tee Tur Fun Yam Nun                 | CH7         | Joon                                        | Suthida Kasemsant Na Ayudhaya             |
| 1995  | Sai Lohit                                            | CH7         | Khun Krai / Luang Kraisoradech / Luang Krai | Suvanant Kongying                         |
| 1996  | Dung Duang Haruetai Cùng một trái tim                | CH7         | King Rangsimun                              | Myria Benedetti                           |
| 1999  | Tee Yai                                              | CH3         | Kornprasert / Tee Yai                       | Oubonwun Boonrod                          |
| 1999  | Yord Ya Yee                                          | CH3         | Peelam                                      | Sunisa Jett                               |
| 2000  | Ban Sai Thong                                        | CH3         | Parada Patrapee Sawangwong / Chai Klang     | Rinlanee Sripen                           |
| 2000  | Ruk Pragasit                                         | CH7         | "Phu" Phuchit                               | Kullasatree Siripongpreeda                |
| 2001  | Sing Tueng                                           | CH3         | Sing Tueng                                  | Sasikarn Aphichartworasilp                |
| 2002  | Poo Kong Yod Ruk Đại úy! Tình yêu của anh            | CH3         | Pan Namsupan                                | Kanyarat Jiraratchakit                    |
| 2003  | Puthanuparb                                          | CH3         | Phra Krisanai                               | Sujira Arunpipat                          |
| 2003  | Jone Plone Jai                                       | CH7         | Puripat                                     | Manatsanun Panlertwongskul                |
| 2003  | Hark Liem Prakarn                                    | CH3         | Kom                                         | Rinlanee Sripen                           |
| 2004  | Koo Gum Nghiệt duyên                                 | CH3         | Kobori                                      | Pornchita Na Songkhla                     |
| 2004  | Wan Jai Thailand                                     | CH3         | Kimhan                                      | Kathaleeya McIntosh                       |
| 2004  | Khun Por Rub Jang                                    | CH7         | Wongrapee                                   | Suvanant Kongying                         |
| 2005  | Tayptidah Rohng Ngahn                                | CH9         | Pakorn                                      | Pakkaramai Potranan                       |
| 2005  | Tae Pang Korn Duyên nợ tiền kiếp                     | CH3         | Than Chai Yai                               | Ann Thongprasom                           |
| 2005  | Hemeraj                                              | CH7         | Porahnin (AC) Peter                         | Patcharapa Chaichua                       |
| 2005  | Ruk Kong Nai Dok Mai                                 | CH3         | Rachapreuk / Nai Dok Mai                    | Janie Tienphosuwan                        |
| 2006  | Hima Tai Prajun                                      | CH3         | Anecha / "Cha"                              | Pui Angkana                               |
| 2006  | Duang Jai Patiharn                                   | CH7         | Techo                                       | Suvanant Kongying                         |
| 2007  | Fah Mee Tawan Hua Jai Chun Me Ter Ánh dương lòng tôi | CH7         | Poramee Suriyakan / Paul Arrington          | Warattaya Nilkuha                         |
| 2008  | Sood Dan Hua Jai                                     | CH3         | Dan Glai                                    | Yardthip Rajpal                           |
| 2008  | Kehas Saeng Jun                                      | CH7         | Parin                                       | Praya Lundberg                            |
| 2009  | Mae Ying Cô gái xinh đẹp                             | CH7         | Khun Kag / Praam Theparaj                   | Woranuch Wongsawan                        |
| 2010  | Sira Patchara Duang Jai Nak Rope                     | CH3         | Pachara                                     | Sririta Jensen                            |
| 2011  | Ngao Pray                                            | CH3         | Sakkaya (Tan)                               | Rasri Balenciaga                          |
| 2012  | Meu Prab Por Look Orn                                | CH3         | Krit                                        | Sunisa Jett                               |
| 2013  | Maya Tawan Bí mật hoa hướng dương                    | CH3         | Shane Cross                                 | Atichart Chumnanon & Urassaya Sperbund    |
| 2013  | Paek Marn Mẹ chồng rắc rối                           | CH5         | Puchai                                      | Ornjira Larmwilai                         |
| 2014  | Look Tard Đứa con của nô lệ                          | CH3         | Nitithom Ruaocha [Phra]                     |                                           |
| 2014  | Likay Likay                                          | CH5         | Pongthep / Long                             | Paowalee Pornpimon                        |
| 2015  | Ban Lang Mek Danh vọng như mây / Quả báo             | OneHD       | Lieutenant Wasuthep Nateepitak              | Phiyada Akkraseranee & Kullanat Preeyawat |
| 2015  | Prissana                                             | PPTV        | Taan Chai Puthpreecha                       | Susama Kitiyakara                         |
| 2015  | Jao Sao Kong Arnon                                   | PPTV        | Taan Chai Puthpreecha                       | Susama Kitiyakara                         |
| 2015  | Rattanawadee                                         | PPTV        | Taan Chai Puthpreecha                       | Susama Kitiyakara                         |
| 2016  | Club Friday The Series 7: The Fault of Love          | GMM25       | Bodin                                       | Amika Klinprathum                         |
| 2016  | Patiharn                                             | PPTV        | Angel {Seg 4: Love Never Dies}              | Sinjai Plengpanich                        |
| 2016  | Saluk Jit                                            | OneHD       | Chai Diew / Phoosit                         | Temfah Krisanayuth                        |
| 2017  | Kwan Jai Thailand                                    | WorkpointTV | Kong Kampon                                 | Suvanant Kongying                         |
| 2017  | Nam So Sai                                           | CH7         | Peem Prakarnpan                             | Suvanant Kongying & Sopitnapa Chumpanee   |
| 2017  | Sri Ayodhaya                                         | True 4u     | Vua Taksin                                  |                                           |
| 2018  | Club Friday The Series 9: Fake Love                  | GMM25       | Yo                                          | Kaneungnij Jaksamittanon                  |
| 2019  | Samee See Thong Những anh chồng vàng                 | AmarinTV    | Jiad                                        | Nusaba Wanichangkul                       |
| 2020  | Prai Sungkeet Khúc nhạc bị nguyền rủa                | CH7         | Terd                                        |                                           |
| 2020  | Plerng Phariya Nỗi hận người vợ                      | CH8         | M.C. Issaresgunthorn Waradul                | Katreeya English & Kullanat Preeyawat     |
| 2020  | Bangkert Klao                                        | AmarinTV    | Chatchawin                                  | Piyathida Woramusik                       |
| 202.. | Plerng Kinnaree                                      | CH7         | Singkarn                                    | Suvanant Kongying                         |
| 202.. | Phanom Naka                                          | OneHD       | Dr. Preeda                                  |                                           |

### Phim ngắn
- Bury Burum (1992), short drama, golden pen set, played by Chai, starring with Natthaphon Karnasuta, Chumphon Theppitak, Channel 7
- Mrs. Slavery (1993) (Invited to the end) as the couple with Ramanikorn Phanmanee, Channel 7
- May Miya (1994), short pen, Golden Pen, mini-series as Chao Suk Suk Kasem, with Suwanan Kongying, Channel 7
- Thong Lang Phra (drama to honor the King) (2000) as the master commander with Suwanan Kongying Channel 7
- Maha Sanuk Shop (Sitcom) (2003) playing the MR MR.Poomyaphum with Pornnaphathepthinakorn Channel 3
- Battle of the Bones into the Lotus (Drama to honor) (2005) as Capt. Tositkhu with Sujira Arunphiphat, Channel 5
- Is the bond of love (Drama to honor) (2007) as the continent of happiness with Sinjai Plengpanich, Channel 5
- Love Our House (drama to honor) (2008) as the couple with Ruchira to help Kua on Channel 9
- 12 brave heroes of Siam: Brahma the Great (Drama to honor) (2009) as Lord Prom Maharaj alongside Arjaman Ratanawaram / Marion Afternoon, Channel 5
- Closed behind the scenes at the highest dreams. (Drama to honor) (2009) as the role of Lieutenant / Police Lieutenant Colonel Krittikul Bunluey Channel 9
- The Three Sisters of Chaos (2011), played by (Cha Chao Sanae), with Atma Chiwitchanaphan, Channel 9

## Sự nghiệp ca hát

### Music album
- The Lace of Mr. Young (1994)
- Young and Ning - Love and Dream (1997)
- Sornram Juk Juk (1998)
- From the Heart to the Heart (2000)
- Sornram Chok Samok (2004)

### Single contribution
- "How do you feel?" (2014)

### Artist Collection Album
- Superhero (1996)
- The Celebration (2001)

## Lĩnh vực khác
- Books by Polsaram according to accommodation regulations
- Pantry books
- The host of Muang Thai Variety on Channel 5 with Kanchai Kamneroomploi
- Host of Fah Hom Din Channel 5, Time 17.55 hrs.
- Executives of Ritthi Ram Company Limited
- Position "Managing Director Managing Director Ritthiram Co., Ltd.
- Is the music video director Mia Luang asked for new wounds and Fah Hong Buam from Jintara Phunlab

## Giải thưởng
- 1992 Mekhala Award, Rising Good Morning Actor
- 2538 has been named one of five candidates for the prize Mekhala Leading Male Actor Award from the blood.
- 1995 Nominated 1 in 5 Golden Television Awards Outstanding Male Actor in a Drama Series
- 1999 Entertainment Critics Club Awards "Best Actor From the movie Break 4 Love / Greedy / Angry / Bad
- 2000 Mekhala Award (Special) for Anti-Drug Artist from the Office of the Narcotics Control Board
- 2000 filial piety award from the Social Work Council of Thailand
- 2000 Honorable plaque honoring honest conducters from the PorChor.
- 2001 Received a plaque of honor And the golden needle in honor As an outstanding anti-drug artist from the Office of the Narcotics Control Board
- 2002 Emeritus "Sangng Ngeon" Emeritus Award for personal achievement From the Public Relations Association of Thailand
- 2003 Received Moral Award from the National Buddhism Office
- 2004 Received the Personnel Award for Good Behavior Youth (Chandrakasem Rajabhat University)
- 2005 TV Pool, the beloved vendor and Mae Phim
- 2006 TV Pool
- 2007 TV Pool, Jai Jai Jai, 2007
- 2011 Nominated 1 in 5 nominees for the Golden Television Awards Outstanding Performance by a Male Actor in Shadow Theater  Lưu trữ ngày 4 tháng 8 năm 2020 tại Wayback Machine
- 2014 1 in 6 Best Supporting Actor Drama Award 2013 from Mayatawan received 2nd place
- 2014, Best Actor, Drama Award 2013, From the Devil Wings
- 2017 Actor of the Year, Drama Award 2016 for Drama

## Cấp bậc quân đội
- 2000 Corporal of the Thai Army under the Infantry Battalion 11th Army County กองพันทหารราบ มณฑลทหารบกที่ 11 [5]